# Ḩājjī Kamāl
Ḩājjī Kamāl (persiska: حاجی کمال) är en ort i Iran.   Den ligger i provinsen Khuzestan, i den centrala delen av landet, 500 km söder om huvudstaden Teheran. Ḩājjī Kamāl ligger 2 066 meter över havet och antalet invånare är 420.
Terrängen runt Ḩājjī Kamāl är bergig åt nordost, men åt sydväst är den kuperad. Runt Ḩājjī Kamāl är det ganska glesbefolkat, med 26 invånare per kvadratkilometer. Närmaste större samhälle är Dehdez, 5,4 km sydväst om Ḩājjī Kamāl. Omgivningarna runt Ḩājjī Kamāl är i huvudsak ett öppet busklandskap.